# Степанов Юрій Костянтинович
Юрій Костянтинович Степанов (рос. Ю́рий Константи́нович Степа́нов; 7 червня 1967, Рисєво, Черемховський район, Іркутська область, РРФСР, СРСР — 3 березня 2010, Москва, Росія) — радянський і російський актор театру і кіно.

## Біографія
Народився 7 червня 1967 року в родині агронома, що став згодом директором радгоспу, і вчительки.
В 1988 році закінчив Іркутське театральне училище (майстерня В. Товма) з червоним дипломом. За час навчання освоїв декілька професій: йому доводилося працювати каменярем, теслярем, нафтовидобувальником, трактористом.
В 1992 році закінчив режисерський факультет ГІТІСу, учень режисера Петра Фоменко.
З 1993 року працював в Московському театрі «Майстерня П. Фоменко».
Найпомітнішими ролями Юрія Степанова в кіно вважають роль злодія в законі Антипа Глимова з серіалу Миколи Досталя «Штрафбат» та слідчого прокуратури Пафнутьєва в серіалі «Громадянин начальник».
Вдова актора Ірина Сорокіна, за професією костюмер. На момент смерті чоловіка мала двох синів Костянтина і Дмитра і чекала на третю дитину. Вдова Юрія Степанова народила третього сина 30 березня 2010 року і назвала на честь загиблого батька — Юрієм.

## Загибель
Загинув на 43-му році життя  в 0:45 3 березня 2010 року в  Москві в результаті ДТП від множинних травм: повертаючись додому після спектаклю «Три сестри», він зловив попутний автомобіль ВАЗ-2104. Коли машина зупинилася на перехресті, в неї ззаду в'їхав автомобіль «Mazda 6». Водій машини «Mazda» значно перевищив швидкість і, пізно помітивши ВАЗ-2104, що зупинився на перехресті, вдарив ззаду «четвірку» і штовхнув її прямо перед зустрічним автомобілем ВАЗ-2112. Проведений медичний огляд показало, що водій іномарки на момент ДТП був тверезий.
Похований 6 березня 2010 року на Троєкуровському цвинтарі у Москві поряд з могилою Владислава Галкіна, який помер на 39-му році життя всього за тиждень до загибелі Юрія.

## Визнання та нагороди
- Лауреат премії Московського фестивалю імені Висоцького за роль Бенжаміна у виставі «Шум і лють» (1993 рік)
- Лауреат премії Міжнародного Фестивалю «Контакт-93» в м. Торунь за роль Линяєва у виставі «Вовки та вівці» (1993 рік)
- Премія «Чайка» в номінації «Синхронне плавання» — за акторський ансамбль спектаклю «Три сестри» (2004 рік)

## Творчість

### Ролі в театрі
- 1990 — «Дванадцята ніч» Шекспіра — сер Ендрю Егьючік[2]
- 1991 — «Володимир III ступеня» Н. В. Гоголя — Собачкін
- 1991 — «Пригода» М. Цвєтаєвої — Горбань
- 1992 — «Шум і лють» У. Фолкнера — Бенжамін
- 1992 — «Вовки та вівці» А. М. Островського — Линяєв
- 1993 — «Як важливо бути серйозним» О. Уайльда — Алджернон Монкріфф
- 1994 — «Балаганчик» О. Блоку — Семінарист Вася, Чорт
- 1996 — «Місяць в селі» І. С. Тургенєва — Аркадій Сергійович Ісла
- 1997 — «Чичиков. Мертві душі, том другий»- Чичиков
- 1999 — «Варвари» М. Горького — Гриша
- 2002 — «Метелик» Петра Гладиліна — Полковник
- 2004 — «Три сестри» Антона Чехова — Чебутикін

### Фільмографія
- 1990 — Гробовщик
- 1995 — Орел і решка — Герасим
- 1997 — Час танцюриста — Валерій Белошейкін
- 1998 — Привіт від Чарлі-сурмача — охоронець Гоша
- 1999 — Новочеркаськ
- 2000 — Москва — Хірург
- 2000 — Будинок для багатих — Серафим Пухов
- 2000 — Щоденник його дружини
- 2001 — Московські вікна — Левітін
- 2001 — Аз і Ферт — Малорос
- 2001 — Громадянин начальник — Слідчий обласної прокуратури Пафнутьев
- 2001 — Далекобійники — Слідчий(серія Епідемія)
- 2002 — Війна — бандит Олександр Матросов
- 2002 — Щит Мінерви — Роман
- 2002 — Спартак і Калашников — Капітан Фальков
- 2002 — Громадянин начальник 2 — Слідчий обласної прокуратури Пафнутьев
- 2003 — Стилет
- 2003 — Прогулянка
- 2003 — Найкраще місто Землі — Левітін
- 2003 — А вранці вони прокинулися
- 2003 — Шукшинские розповіді («Безсовісні», «Ораторський прийом»)
- 2004 — Штрафбат — Антип Глимов
- 2004 — Самара-городок — Макс
- 2004 — Американець — Толік
- 2005 — Жмурки — Кабан
- 2005 — Діти Ванюхина
- 2005 — Перший після бога — Боцман Подопригора
- 2006 — Приватне замовлення — адвокат Растошанський
- 2006 — Ленінградець — Федір
- 2006 — Червона перлина кохання — Шаман
- 2007 — Вантаж 200 — полковник Михайло
- 2007 — Спасибі за любов — Ігор Іванович
- 2007 — Заповіт Леніна
- 2007 — Позаземний — міліціонер Саша
- 2007 — Артистка — паразитолог Вікентій
- 2008 — Карасі — Аркадій
- 2008 — Захист — адвокат Мартишев
- 2008 — Гра — М. Д. Звонов, старший адміністратор спортивної бази
- 2008 — Дике поле — доктор Федір Абрамович
- 2008 — Стріляй, негайно!
- 2009 — Батя — Батько
- 2009 — До Парижу!
- 2009 — Кромов' — Самарін
- 2009 — Тульський-Токарєв — Богуславський
- 2009 — Не треба засмучуватися
- 2009 — Ранок — Фердинанд
- 2010 — Пара Гнєдих
- 2011 — Достоєвський — офіцер на каторзі